# Grunwald Poznań (piłka nożna)
Sekcja piłki nożnej WKS Grunwald Poznań – sekcja klubu sportowego Grunwald Poznań, która powstała 12 września 1947 roku.

## Historia
- 1947–1958 – gra z różnym powodzeniem w niższych klasach rozgrywkowych
- 1959 – mistrz klasy A i awans do Ligi Okręgowej (wówczas III stopień rozgrywek)
- 1960–1965/1966 – występy w Lidze Okręgowej
  - 1960 – 3. miejsce (za Zagłębiem Konin i Dyskobolią Grodzisk)
  - 1960/61 – 2. miejsce (za Wartą Poznań)
  - 1961/62 - 3. miejsce (za Olimpią Poznań i Wartą Poznań)
  - 1963/64 - 3. miejsce (za Wartą Poznań i Olimpią Poznań)
- 1966/1967–1972/1973 – gra w Lidze Okręgowej (w tym czasie IV stopień rozgrywek)
  - 1968/69 - 2. miejsce (za Calisią Kalisz)
  - 1972/73 - 2. miejsce (za Lechem II Poznań)[1].

1973 – likwidacja Lig Międzywojewódzkich i utworzenie Klasy Wojewódzkiej (III stopień rozgrywek)
- 1973/1974–1975/1976 – występy w Klasie Wojewódzkiej (podzielonej na dwie grupy, tzw. kaliską i poznańską)
  - 1975/1976 – 2. miejsce w Klasie Wojewódzkiej (za Spartą Szamotuły)

1976 – kolejna reforma i utworzenie III ligi (międzywojewódzkiej)
- 1976/1977–1978/1979 – gra w III lidze
  - 1976/77 - 5. miejsce
  - 1977/78 - 6. miejsce
  - 1978/79 - 14. miejsce i spadek do Ligi Okręgowej[2]

Wskutek nowego podziału administracyjnego kraju, województwo poznańskie zostało podzielone na pięć mniejszych województw, w których utworzono nowe okręgi piłkarskie. W ten sposób całkowicie zmalało znaczenie Ligi Okręgowej, która nie była już bezpośrednią rywalizacją drużyn z całej Wielkopolski.
- 1979/1980–1981/1982 – gra w poznańskiej Klasie Okręgowej zdobywając mistrzostwo w sezonie 1981/82 i awans do III ligi
- 1982/1983 – sezon w III lidze - 13. miejsce i ponowny spadek
- 1983/1984 - mistrz okręgu poznańskiego i ponowny awans do III ligi
- 1984/1985 – ostatni sezon (w III lidze) - 12. miejsce i spadek[3]